# Mònica Sales de la Cruz
Mònica Sales de la Cruz   (Tortosa, 27 d'agost de 1983) és una filòloga i política catalana, vicepresidenta de Junts per Catalunya des d'octubre de 2024.
Doctorada en Filologia Catalana, és professora associada a la Universitat Rovira i Virgili. Va entrar en política a les eleccions municipals de 2015, sent vocal i portaveu de Convergència i Unió per Jesús (Tortosa). És també presidenta del Partit Demòcrata Europeu Català a les Terres de l'Ebre. Va formar part de la candidatura de Junts per Catalunya a les eleccions al Parlament de Catalunya de 2017, ocupant el quart lloc per Tarragona. Va ser escollida diputada.
El 2024 es presentà a les eleccions al Parlament de Catalunya com a cap de llista per Tarragona de Junts per Catalunya, esdevenint diputada i posteriorment portaveu del partit al Parlament. La tardor del mateix any es va convertir en vicepresidenta del partit, durant el congrés que aquest va celebrar a Calella.